# Champion Wagon Company
Champion Wagon Company war ein US-amerikanischer Hersteller von Kraftfahrzeugen. Quellen für Nutzfahrzeuge nennen die Firmierung Champion Wagon Works. Anzeigen und Aktien bestätigen aber die erstgenannte Firmierung.

## Unternehmensgeschichte
Das Unternehmen wurde 1888 in Owego im US-Bundesstaat New York gegründet. Als Vorgängerunternehmen wird Gere, Truman Platt and Company angesehen, deren Fabrik samt Ausstattung in dem Jahr durch ein Feuer zerstört wurde. J. C. Dwelle war Präsident, W. S. Truman Vizepräsident, E. L. Ringrove Sekretär und Theodore Gere Schatzmeister und Fabrikleiter. Sie fertigten in der Hauptsache Nutzfahrzeuge. 1902 entstanden außerdem einige Personenkraftwagen unter dem Markennamen Champion. 1911 geriet das Unternehmen in Schwierigkeiten; 1913 wurde es zahlungsunfähig.
A. C. Barker aus New York City investierte daraufhin in das Unternehmen. 1921 wurde es endgültig aufgelöst.
Es gab keine Verbindungen zur Champion Auto Equipment Company, zur Champion Motors Corporation und zur Famous Manufacturing Company, die den gleichen Markennamen verwendeten.

## Fahrzeuge
Die Pkw waren wandelbar und konnten auch als Nutzfahrzeuge eingesetzt werden. Drei solcher Fahrzeuge entstanden, von denen eines noch existiert.
Einige der Lastkraftwagen hatten einen Elektromotor und wurden an die United States Express Company geliefert. Einer Quelle zufolge hatten die von 1904 bis 1905 gebauten Fahrzeuge eine Tonne Nutzlast; zwei Ketten übertrugen die Motorleistung auf die Antriebsachse und das Führerhaus war wie bei einem Frontlenker über der Vorderachse angebracht.
Später entstanden Karosserien für Nutzfahrzeuge auf der Basis des Ford Modell T und anderen Fahrgestellen. 1916 wurden Leichenwagen auf Fahrgestellen von Cadillac, Overland und Studebaker gefertigt.